# Cholet Basket
Il Cholet Basket è una società cestistica avente sede a Cholet, in Francia. Fondata nel 1975, gioca nel campionato francese.
Disputa le partite interne nella La Meilleraie, che ha una capacità di 5.191 spettatori.

## Roster 2021-2022
Aggiornato al 29 dicembre 2021.
|    | Naz.                                         | Ruolo | Sportivo        | Anno | Alt. | Peso | Note |
| -- | -------------------------------------------- | ----- | --------------- | ---- | ---- | ---- | ---- |
| 0  | Francia (bandiera)                           | P     | Nathan De Sousa | 2003 | 191  | 78   |      |
| 2  | Stati Uniti (bandiera)                       | C     | Kennedy Meeks   | 1995 | 208  | 122  |      |
| 3  | Stati Uniti (bandiera)                       | AP    | D.J. Hogg       | 1996 | 206  | 98   |      |
| 5  | Francia (bandiera)                           | AG    | Yoan Makoundou  | 2000 | 206  | 99   |      |
| 6  | Stati Uniti (bandiera)                       | P     | Dominic Artis   | 1993 | 191  | 84   |      |
| 8  | Francia (bandiera)                           | P     | Hugo Robineau   | 2000 | 192  | 88   |      |
| 9  | Mali (bandiera) · Francia (bandiera)         | AG    | Nianta Diarra   | 1993 | 203  | 99   |      |
| 12 | Francia (bandiera)                           | PG    | Boris Dallo     | 1994 | 196  | 82   |      |
| 14 | Sudan del Sud (bandiera)                     | G     | Peter Jok       | 1994 | 198  | 93   |      |
| 21 | Stati Uniti (bandiera) · Nigeria (bandiera)  | C     | O.D. Anosike    | 1991 | 203  | 109  |      |
| 40 | Stati Uniti (bandiera) · Ungheria (bandiera) | P     | Darrin Govens   | 1988 | 185  | 85   |      |
|    | Stati Uniti (bandiera)                       | P     | T.J. Campbell   | 1988 | 175  | 86   |      |

### Staff tecnico
| Allenatore: | Laurent Vila                        |
| Assistente: | Gaëtan Cherbonnier, Sylvain Delorme |

## Palmarès
- Campionato francese: 1

2009-2010
- Coppa di Francia: 2

1998, 1999
- Semaine des As: 1

2008
- Match des Champions: 1

2010

## Finali disputate
- EuroChallenge

2009 Vs. Virtus Pallacanestro Bologna